# Friedrich Albert Zorn
Pour les articles homonymes, voir Zorn (homonymie).
Friedrich Albert Zorn est un danseur, chorégraphe et théoricien de la danse allemand né en 1816 et mort en avril 1895.
On connaît très peu de choses sur sa vie, sinon qu'il fit des études de danse à Königsberg et à Leipzig et qu'il enseigna à Odessa en 1846.
En 1887, il publie à Leipzig Grammatik der Tanzkunst, un volumineux ouvrage sur l'art de la danse, dans lequel il décrit un système de notation de la danse inspiré de celui d'Arthur Saint-Léon. Fruit de nombreuses années de recherche et de discussions avec Paul Taglioni et Saint-Léon, les théories de Zorn seront reprises par plusieurs disciples allemands et son ouvrage sera traduit en anglais en 1905 sous le titres Grammar of the Art of Dancing. Les deux versions connaîtront plusieurs rééditions et réimpressions.
Zorn décrit notamment la gavotte de Vestris, ainsi que la cachucha que Fanny Elssler avait dansé en 1836 dans Le Diable boiteux de Jean Coralli.